# Onderwijsverificatie
De Vlaamse onderwijsverificatie is een dienst van het Vlaams Ministerie van Onderwijs en Vorming, belast met de controle op de besteding van de werkingsmiddelen door de scholen. De dienst is opgedeeld volgens onderwijsniveau:
- basisonderwijs
- buitengewoon onderwijs
- secundair onderwijs
- deeltijds kunstonderwijs
- onderwijs voor sociale promotie
- basiseducatie

Volgens de omzendbrieven in verband met de "controle op de aanwending van de werkingsmiddelen" gaat de dienst allerlei documenten na, zoals het "Stamboekregister" voor het gewoon basisonderwijs. Ook de controle op de afwezigheid van leerlingen (al dan niet in orde met de leerplicht) is een van de taken.
Vroeger vormden verificatie en onderwijsinspectie één dienst. Omdat de onderwijsinspectie meer en meer evolueerde naar een begeleidings- en ondersteuningsdienst, werd het sanctionerende deel ondergebracht in de afzonderlijke verificatiedienst.